# Alois Pravoslav Trojan
Alois Pravoslav Trojan (2. dubna 1815 Knovíz – 9. února 1893 Praha) byl český právník a politik, aktivní během revoluce roku 1848 i po obnovení ústavního života v roce 1861, poslanec Českého zemského sněmu a Říšské rady, od roku 1880 předseda mladočeské strany.

## Biografie

### Mládí a aktivity před rokem 1848
Pocházel z rodiny rolníka a mlynáře Václava Trojana (1780–1857). Studoval gymnázium ve Slaném a Praze, roku 1838 dokončil práva na Karlo-Ferdinandově univerzitě v Praze a nastoupil do státních služeb. Nejprve pracoval u magistrátu v Litoměřicích, spojeného s trestním soudem, a po složení soudcovských zkoušek u královské dvorní prokuratury v Praze. Tam se zapojil do českého kulturního života. Jeho přáteli byli například Karel Hynek Mácha, František Ladislav Rieger nebo Antonín Strobach.
Pracoval v Jednotě pro povzbuzení průmyslu v Čechách, kde spolu s ním působil například Jan Perner a kde spolu s Antonínem Strobachem a Františkem Ladislavem Riegrem reprezentovali etnickou českou menšinu. Pořádal sbírku na založení české průmyslové školy. Spolupořádal druhý český ples (1842) a byl jedním ze zakladatelů Měšťanské besedy (1845).

### Veřejné působení během revoluce 1848
V revolučním roce 1848 byl důležitým organizátorem schůze ve Svatováclavských lázních (11. března). Patřil tehdy spolu s Františkem Augustem Braunerem k hlavním mluvčím pražského měšťanstva. V samotný den schůze ve Svatováclavských lázních se ovšem Brauner ze zdravotních důvodů omluvil a Trojan tak byl tím, kdo veřejnosti prezentoval Braunerem stylizovaný návrh s požadavky na ústavní, státoprávní a národnostní svobody. Na základě námětů veřejnosti bylo rozhodnuto petici ještě podrobit dodatečnému doplnění, přičemž Trojan zasedl i ve zvoleném redakčním výboru (takzvaný Svatováclavský výbor), jenž se později stal trvalým orgánem.
19. března 1848 odjel v rámci osmnáctičlenné české delegace do Vídně. Odpověď panovníka byla vstřícná, ale v státoprávních otázkách nezávazná. Po příjezdu do Prahy, kde se mezitím veřejné mínění radikalizovalo, proto Trojan a další předáci delegace čelili kritice od Braunera za údajně pasivní přístup. Brauner následně spoluredigoval nové znění petice, v níž akcentoval státoprávní požadavky. I nyní se Trojan zúčastnil cesty s deputací do Vídně. Jejím výsledkem byl první kabinetní list (císařský patent) z 8. dubna, který se z části zakládal na Trojanových návrzích. František Palacký mu v té době správně předpověděl, že vstoupí do českých dějin.
Trojan se účastnil slovanského sjezdu v Praze ve dnech 2. až 12. června 1848. V atmosféře radikalizace a protirakouské agitace věcně navrhoval nutnost přípravy pro práci slovanských poslanců v utvářejícím se novém rakouském zákonodárném sboru Říšského sněmu. Ve volbách roku 1848 pak byl sám zvolen na rakouský ústavodárný Říšský sněm. Zastupoval volební obvod Velvary v Čechách. Uvádí se jako úředník komorní prokuratury. Patřil ke sněmovní pravici. Zapojil se významně do sněmovních debat, například do diskuzí konaných od srpna 1848 ohledně zrušení poddanství, kde předložil místo Braunera (opět dočasně nepřítomen jednání) obsáhlejší pozměňovací návrh. Jako jeden z hlavních českých politiků formoval postoj Čechů k vídeňské vládě, který byl zpočátku vstřícný. A Češi zůstávali na straně vlády i během nastupujícího podzimu, kdy vláda spustila vojenskou intervenci proti revolučním Uhersku. Trojan se tehdy účastnil řečnických soubojů s představiteli německorakouské liberální levice v čele s Ludwigem von Löhnerem a Aloisem Borroschem. Češi v této fázi na sněmu reprezentovali spíše konzervativní pravici a čelili kritice od radikálních demokratů za reakční přístup. Na svou obhajobu ale zdůrazňovala národnostně-emancipační charakter chorvatské revolty proti Maďarům. Na Říšském sněmu setrval i po jeho přestěhování do Kroměříže až do jeho následného rozpuštění.
Kromě členství v Národním výboru se v této době stal i čestným měšťanem Prahy. Roku 1849 byl pro účast na revoluci zatčen, ale zanedlouho jako nevinný propuštěn. Karel Havlíček Borovský ho na konci roku ocenil v Národních novinách.
V období Bachova neoabsolutismu nebyl přímo politicky aktivní. V prosinci roku 1856 byl jmenován notářem v Rakovníku a brzy se tam stal významnou osobností. Roku 1864 byl poprvé zvolen do městského zastupitelstva a nedlouho poté i do městské rady. Krátce nato byl zvolen také do okresního zastupitelstva a posléze se stal okresním starostou. V této funkci působil v letech 1868–1881 a zajistil vybudování okresní nemocnice, okresních silnic, podporoval reálku a angažoval se v mnoha hospodářských a kulturních spolcích. Podílel se i na odstraňování následků katastrofální povodně z 25. května 1872. V Rakovníku v letech 1867–1870 žila v Trojanově rodině Havlíčkova dcera Zdeňka.

### Návrat do politiky po roce 1860
Do vysoké politiky se vrátil po roce 1860, kdy po otřesu vládního režimu kvůli prohrané druhé italské válce za nezávislost nastoupilo Rakousko opět na cestu ústavní, parlamentní vlády.
V roce 1861 byl zvolen do Českého zemského sněmu za okresy Dobříš a Příbram. Zemský sněm ho následně zvolil poslancem Říšské rady (celostátní zákonodárný sbor, tehdy ještě nevolen přímo, ale tvořen delegáty jednotlivých zemských sněmů), kde reprezentoval kurii venkovských obcí, obvod Smíchov atd. V srpnu 1868 patřil mezi 81 signatářů Státoprávní deklarace českých poslanců, v níž česká politická reprezentace odmítla centralistické směřování státu a hájila české státní právo. Do Říšské rady byl zvolen i v roce 1867, ale kvůli politice pasivní rezistence, kterou tehdy praktikovala česká politická reprezentace z důvodů nesouhlasu s ústavním směřováním monarchie, mandát podobně jako ostatní čeští poslanci nepřevzal. Zánik jeho mandátu zemského a tudíž i říšského poslance byl ohlášen 26. září 1868. Analogicky postupoval po zvolení v roce 1871 (zvolen za kurii venkovských obcí v Čechách). Nedostavil se do sněmovny, proto jeho mandát 23. února 1872 byl prohlášen za zaniklý. Na zemském sněmu zasedal do roku 1871.
V prvních přímých volbách do Říšské rady roku 1873 Trojan získal mandát poslance za kurii venkovských obcí, obvod Příbram, Hořovice, Rokycany atd. Z politických důvodů se zase nedostavil do sněmovny, čím byl jeho mandát prohlášen za zaniklý. Opakovaně pak byl do sněmovny volen a opakovaně odmítal nastoupit výkon funkce (v doplňovací volbě zvolen za kurii venkovských obcí v obvodu Smíchov, Zbraslav, Rakovník a následně za městskou kurii v obvodu Karlín). Dosud patřil Trojan k Národní straně, která sdružovala všechny české národně a státoprávně orientované měšťanské politiky. V této době ale již politika pasivní rezistence, kterou razil faktický vůdce této strany František Ladislav Rieger, čelila rostoucím pochybám. Nešlo ani tak o otázku účasti na Říšské radě, jejíž bojkot byl široce akceptován, ale o to, zda analogicky postupovat i v případě uplatňování mandátů na Českém zemském sněmu. 24. listopadu 1873 se konala společná schůze českých poslanců sněmu, na které Rieger prosadil totální bojkot i v případě zemského zákonodárného sboru. Jenže hlasování bylo poměrně těsné (47 : 35 hlasům) a druhého dne 28 poslanců vypracovalo samostatné prohlášení, kterým demonstrativně vrátili své mandáty voličům s odůvodněním, že rozhodnutím z předchozího dne tyto mandáty pozbyly svého účelu a že byly původně přijaty s úmyslem, aby skutečnou činností na sněmu přispěli svému národu. Mezi těmito 28 nespokojenými poslanci byl i Trojan. Národní strana označila zmíněné politiky za rozkolníky. Historik Otto Urban tento moment považuje za počátek oficiálního zrodu nové politické strany, která se v krátce době ustavila jako Národní strana svobodomyslná, zvaná též mladočeská, zatímco Národní strana představovala staročeský proud. V roce 1874 patřil Trojan mezi sedm mladočeských poslanců, kteří vstoupili na Český zemský sněm (setrval na něm pak až do smrti v roce 1893). Na podzim 1874 pak opětovně byl v doplňovacích volbách zvolen jako jeden ze tří mladočechů (kromě něj ještě Karel Sladkovský a Eduard Grégr) i na Říšskou radu, kde ovšem na rozdíl od českého sněmu mandát nevykonával, nicméně přednesl předtím radě samostatně mladočeské zdůvodnění neúčasti. V lednu 1875 byl pro absenci zbaven mandátu.
Změna v české taktice nastala roku 1879, kdy se Češi (mladočeši i staročeši) aktivně zapojili do parlamentní práce a spolu se zástupci Poláků a německých konzervativců utvořili dlouhodobou provládní většinu (vláda Eduarda Taaffeho). V roce 1879 tedy Trojan odešel z Rakovníku, a převzal mandát poslance, který získal ve volbách do Říšské rady roku 1879 (kurie venkovských obcí, obvod Smíchov, Zbraslav, Unhošť).
Po volbách v roce 1879 se na Říšské radě připojil k Českému klubu (jednotné parlamentní zastoupení, do kterého se sdružili staročeši, mladočeši, česká konzervativní šlechta a moravští národní poslanci). Předsedou klubu se stal Rieger. S 54 poslanci šlo o jednu z nejsilnějších sněmovních frakcí. Trojan zasedl v pětičlenném předsednictvu klubu. Formálním předsedou mladočechů byl tehdy ještě stále Karel Sladkovský, ale pro jeho nemoc již faktické vedení převzal Trojan. Oficiálně se předsedou strany stal v březnu 1880. Vláda sice Čechům hned zpočátku splnila některé požadavky (zejména přijala takzvaná Stremayrova jazyková nařízení, která zaváděla ve vnějším úředním styku češtinu jako plnohodnotný úřední jazyk), Trojan ale jménem mladočechů naléhal na rychlé splnění dalších požadavků. V této době přitom dočasně specifická mladočeská politika vymizela a obě větve českého národně-liberálního hnutí postupovaly podobně v rámci jednotného parlamentního Českého klubu. Trojan byl založením podle Otty Urbana staročechem mezi mladočechy a mladočechem mezi staročechy a na rozdíl od bratří Grégrů neměl tendence k radikálně demokratickému pojetí politiky (usiloval o zmírňování rozporů mezi oběma stranami, zakládal český státoprávní klub a po celou dobu byl jeho místopředsedou). Právě Eduard a Julius Grégrové byli v té době hlasitějšími kritiky některých aspektů provládní české politiky pod vedením Riegra. V roce 1883 ale sám Trojan figuroval ve významném sporu uvnitř české politické reprezentace, když jako jeden ze tří poslanců odmítal vládní návrh školské reformy. Ta jednak posilovala vliv církví na vzdělávací soustavu (šlo o zájem německých konzervativců coby hlavní koaliční síly) a navíc doporučovala výuku němčiny i na neněmeckojazyčných ústavech, aniž by analogicky prosazovala výuku češtiny nebo slovinštiny na jazykově německých školách. Když pak Říšská rada o předloze jednala, byl ovšem Trojan kvůli nemoci nepřítomen. Proti nakonec hlasoval jen jeden český koaliční poslanec, František Tilšer a zákon prošel.
Opětovně byl do předlitavského parlamentu zvolen ve volbách do Říšské rady roku 1885 (kurie venkovských obcí, obvod Smíchov, Zbraslav). Jako člen parlamentního Českého klubu se uvádí i po volbách v roce 1885. Jednotná česká kandidátka tehdy zahrnovala jen několik málo mladočechů a Rieger naznačoval, že mladočešství jako samostatná politická síla je na cestě k zániku. Trojan sám byl tehdy hodnocen jako loajální člen Českého klubu. V následujících letech ale zejména bratři Grégrové oživili aktivní samostatnou mladočeskou agitaci. Trojan se v dubnu 1887 zúčastnil 4. sjezdu mladočeské strany, kde byla její činnost fakticky znovu aktivizována a kde byl nastolen ostřejší provládní kurz (roku 1888 ale Trojan odmítl přestoupit do samostatného poslaneckého klubu mladočechů a nadále hájil spíše jednotu v různosti obou proudů české politiky). Prestiží staročechů a Riegra tehdy otřásaly některé skandály jako takzvaná drobečková aféra (Riegrův údajný výrok o tom, že „Když se nám nepodařilo vymoci svá práva jedním rázem, pasivním odporem, musíme je nyní sbírati po drobtech, a kdybychom ty drobty sbírati měli pod stolem.“) a hlavně punktace, tedy česko-německé usmiřovací rozhovory z roku 1890. Právě během punktací se mladočeši zviditelnili ostrým nesouhlasem s údajně pro Čechy nevýhodnou dohodou, jíž dojednal Rieger. Trojan tehdy zpočátku setrvával loajálně v převážně staročeském parlamentním klubu. Teprve koncem roku 1890 se sblížil s mladočeskou opozicí a fakticky podruhé vstoupil do mladočeské strany. Tehdy se definitivně postavil proti svému dlouholetému příteli Riegrovi.
Ve volbách do Říšské rady roku 1891 byl za mladočechy zvolen do vídeňského parlamentu. Šlo přitom o volby, v nichž mladočeši drtivým způsobem porazili dosavadní staročeskou honoraci. Trojan byl zvolen za městskou kurii v obvodě Praha-Nové Město, kde jeho protikandidátem byl sám předseda staročeské strany František Ladislav Rieger. Trojanova výhra tak symbolicky dokládala rozvrat staročeských pozic. Historik Otto Urban ovšem podotýká, že mladočech Trojan byl paradoxně o tři roky starší nez Rieger. Větší roli v české politice již tehdy nehrál. Ve vídeňském parlamentu zasedal Trojan až do své smrti roku 1893. Pak ho nahradil v poslanecké lavici Václav Šamánek.
Trojan se účastnil většiny českých národních iniciativ. Navenek prosazoval práva českého království a jazyka, doma kulturu a vzdělanost jako nezbytné předpoklady. V nekrologu z roku 1893 je uváděno, že usiloval o občanskou svobodu, rovnost a pokrok, prosazoval založení české univerzity (tj. rozdělení Karlo-Ferdinandovy university na českou a německou část) a byl jednatelem Sboru pro vystavění Národního divadla. Působil v Národní jednotě severočeské, která prosazovala práva české menšiny v německy mluvících oblastech, a byl jedním z ředitelů Hypoteční banky Království českého. V prosinci 1887 získal řád železné koruny III. třídy jako nejstarší člen pražské notářské komory a za zásluhy v právní oblasti. V říšské radě i českém sněmu využíval své znalosti práva a venkovského života. Byl autorem řady právních článků v časopisech. Samostatně vydal Zákon o sýpkach obecných a fondech peněžných k nim příslušících v Království českém.
Pohřben je na Vyšehradském hřbitově. Současníci, včetně politických odpůrců, mu po smrti vyslovili úctu. Vedle konkrétních zásluh připomněli i jeho lidumilnost a skromnost.

## Rodina a příbuzní
- S manželkou Amálií (1817-1863) měl čtyři děti: Boleslav (* 1850) se stal zemědělským inženýrem a později zastával úřad vrchního stavebního rady,[26], Lidumil Přemysl (1851-1890) byl zahradníkem v Rakovníku, dcery se jmenovaly Olga (* 1853) a Milada (* 1844).[27]
- Bratranec František Břetislav Trojan[5], rytíř z Bylanfeldu, (1816–1889), český básník a spisovatel, c. k. okresní hejtman a dvorní rada ve Vídni, a jeho bratr Emanuel Stanislav Trojan, rytíř z Bylanova (1820–?), c. k. vrchní stavební rada ve Vídni.[28] Oba byli za své zásluhy na kulturním poli povýšeni císařem Františkem Josefem I. do šlechtického stavu. Jejich rodinná spojitost s vladyckou rodinou Trojanů z Bylan a Rossfeldu, nobilitovanou roku 1604 Rudolfem II., ovšem není doložená.

- Strýc z matčiny strany Josef Filip Duras, právník v Litoměřicích, vstoupil do literární historie jako zaměstnavatel Karla Hynka Máchy. Mácha se s Trojanem znal a pozdravoval ho v jednom ze svých posledních dopisů, který poslal z Litoměřic tři dny před smrtí.[5]